# Carolina Mendes
Carolina Ana Trindade Coruche Mendes (* 27. November 1987 in Estremoz) ist eine portugiesische Fußballspielerin, die aktuell beim portugiesischen Erstligisten SC Braga unter Vertrag steht. Zuvor spielte sie in verschiedenen europäischen Ländern.

## Karriere
Mendes begann ihre fußballerische Laufbahn erst mit 16 Jahren bei UD Ponte Frielas. Zuvor spielte sie Rollhockey. Nach zwei Spielzeiten in der zweiten Liga wechselte sie zum Serienmeister SU 1º Dezembro. Mit ihm nahm sie an der Qualifikation zur UEFA Women’s Champions League 2010/11 teil, wo sie aber nur das Spiel gegen NK Osijek gewannen, bei dem sie ein Tor erzielte. Gruppensieger wurde FK Rossijanka, für den sie dann vier Jahre später auch spielte. Ein Jahr später wurden sie Zweite in ihrer Qualifikationsgruppe zur UEFA Women’s Champions League 2011/12, verpassten als schlechtester Gruppenzweiter aber die Finalrunden. Es folgten Stationen in Spanien, Italien, Russland, Schweden und Island, ehe sie 2018 wieder nach Portugal zurückkehrte. Erst mit Sporting nahm sie dann wieder an einer Qualifikation zur UEFA Women’s Champions League 2018/19 teil, verpasste aber als drittbeste Gruppenzweite wieder die K.-o.-Phase. Im Juni 2021 unterzeichnete sie ebenso wie ihre Nationalmannschaftskollegin Patrícia Morais einen Vertrag beim SC Braga.

## Nationalmannschaft
Für die U19-Auswahl ihres Landes spielte Mendes erstmals am 6. September 2004 gegen Nordirland (2:2). Im gleichen Monat nahm sie mit der Mannschaft an der Qualifikation für die U-19-Fußball-Europameisterschaft der Frauen 2005 teil. Beim Erstrundenturnier in ihre Heimat erzielte sie vier Tore und erreichte mit ihrer Mannschaft als einer der sechs besten Gruppendritten die zweite Runde. In dieser hatten sie wieder Heimrecht, konnten sich als Gruppenzweite aber nicht für die Endrunde qualifizieren. Im Mai 2005 bestritt sie ihr einziges Spiel für die U-18-Mannschaft. Im September nahm sie mit der U-19 erneut an der Qualifikation für die U-19-EM teil und erzielte in den Spielen gegen die Slowakei, Wales und Kasachstan sechs der zehn Tore ihrer Mannschaft, die den zweiten Platz belegte und in die zweite Runde einzog. Bei dieser erzielte sie in den drei Spielen gegen Russland (1:4), Finnland (2:0) und Gastgeber Israel (2:0) jeweils ein Tor, verpasste aber als Gruppenzweite erneut die Endrunde. Ihr Debüt im A-Kader folgte am 4. November 2006 bei einem Testspiel gegen die Belgien (1:4) in Cartaxo, als zur zweiten Halbzeit für Rita Carneiro eingewechselt wurde. Auch in den ersten beiden Spielen des Algarve-Cup 2007 wurde sie jeweils eingewechselt, da aber erst Mitte der zweiten Halbzeit. Im dritten Gruppenspiel gegen Island, das mit 1:4 verloren wurde, stand sie erstmals in der Startelf, wurde aber beim Stand von 1:1 zur zweiten Halbzeit ausgewechselt. Im Spiel um Platz 11 stand sie wieder in der Startelf, wurde aber bereits nach 13 Minuten für Cláudia Neto ausgewechselt. Ihren nächsten Einsatz hatte sie erst 17 Monate später als sie am 27. August 2009 im Testspiel gegen die Slowakei fünf Minuten vor dem Spielende für Rekordtorschützin Edite eingewechselt wurde. Es folgte erneut eine längere Pause, denn erst beim Algarve-Cup 2011 wurde sie wieder genutzt, wobei sie im ersten Gruppenspiel eine Minute vor dem Spielende für Edite eingewechselt wurde und im dritten Gruppenspiel in der Startelf stand, in der 54. Minute aber für Neto ausgewechselt wurde. Auch bei zwei Testspielen im August gegen die Türkei wurde sie in der Schlussviertelstunde für Edite eingewechselt. Im ersten Spiel der Qualifikation für die EM 2013 trafen sie auf Armenien. Hier stand sie in der Startelf und erzielte in der 2. Minute nicht nur das erste Tor des Spiels, sondern auch ihr erstes Tor für die A-Nationalmannschaft. Das Spiel beendeten die Portugiesinnen mit 8:0, ihr bis höchster Länderspielsieg. Mendes war aber bereits beim Stand von 6:0 ausgewechselt worden. Die Portugiesinnen gewannen auch das Rückspiel gegen Armenien (6:0), da sie aber die anderen Spiele verloren, belegten sie am Ende nur den vierten Platz. Mendes wurde auch bei ihren nächsten Einsätzen immer nur ein- oder ausgewechselt. Erst am 12. Februar 2014 wurde sie beim 7:1-Sieg gegen Albanien in der Qualifikation für die WM 2015 über 90 Minuten eingesetzt und erzielte dabei erstmals drei Tore in einem Spiel der A-Nationalmannschaft. Außer gegen Albanien konnten die Portugiesinnen aber nur die beiden Spiele gegen Griechenland gewinnen, so dass sie wieder nur Vierte wurden und für Mendes blieben es die einzigen Tore in der Qualifikation. Besser lief es für die Portugiesinnen in der Qualifikation für die EM 2017. Zwar erzielte sie nur ein Tor beim 6:1 gegen Montenegro und ihre Mannschaft war schlechtester Gruppenzweiter – in den Play-offs gegen Rumänien, den zweitschlechtesten Gruppenzweiten, konnten sie aber nach einem torlosen Heimspiel durch ein 1:1 im Auswärtsspiel aufgrund der Auswärtstorregel das letzte EM-Ticket buchen. Bei der EM-Endrunde im Juli 2017 in den Niederlanden spielt sie zwar nie über die volle Spielzeit, erzielte aber in den Spielen gegen Schottland (2:1) und England (1:2) jeweils ein Tor. Da sie gegen Spanien ihr erstes EM-Spiel verloren hatten, waren sie am Ende mit den Nachbarinnen und den Schottinnen punktgleich, hatten aber im Vergleich mit diesen die schlechtere Tordifferenz, so dass sie als Gruppenvierte ausschieden.
In der Qualifikation für die WM 2019 kam sie sechsmal zum Einsatz und erzielte zwei Tore, davon eins beim zweiten 8:0-Rekordsieg gegen die Republik Moldau. Da sie außer dem zweiten Spiel gegen die Moldauerinnen nur noch das Heimspiel gegen Rumänisne gewannen, reichte es am Ende nur zum dritten Platz. Kurz nach dem Ende der Qualifikation erzielte sie am 6. Oktober 2018 beim 4:1-Sieg gegen Thailand im Rahmen des Vier-Nationen-Turniers in China ihren ersten lupenreinen Hattrick.
In der Folge gingen ihre Einsätze aber wieder zurück. In der Qualifikation für die EM 2022, die wegen der COVID-19-Pandemie um ein Jahr verschoben wurde, hatte sie nur drei Einsätze in den Gruppenspielen. Da die Portugiesinnen nur fünftbester Gruppenzweiter wurden, mussten sie in die Play-offs gegen Russland. Bei der 0:1-Heimspiel-Niederlage im Hinspiel stand sie in der Startelf, wurde aber acht Minuten nach dem Gegentor ausgewechselt. Im Rückspiel in Moskau kamen ihre Mitspielerinnen ohne sie nur zu einem torlosen Remis, so dass sie die EM-Endrunde eigentlich verpasst hatten. Der russische Präsident Wladimir Putin hatte aber etwas dagegen und schickte seine Truppen am 24. Februar 2022 in die Ukraine, worauf die russischen Mannschaften zunächst von UEFA und FIFA gesperrt wurden. Am 2. Mai 2022 erklärte die UEFA, dass Portugal den Platz der russischen Mannschaft bei der EM-Endrunde erhält. So können die Portugiesinnen doch zum zweiten Mal an der EM-Endrunde teilnehmen, wo sie auf Titelverteidiger Niederlande, Schweden und die Schweiz treffen werden.
In die Zeit zwischen dem letzten Qualifikationsspiel und der EM-Endrunde fiel aber schon die Qualifikation für die WM 2023. Beim Qualifikationsspiel gegen Israel am 25. November 2021 bestritt sie ihr 100. Länderspiel und erzielte zum dritten Mal drei Tore für die Nationalmannschaft.

## Erfolge
- Portugiesische Meisterin: 2009/2010, 2010/2011, 2011/2012
- Portugiesische Superpokalsiegerin: 2021/22